# Phạm Văn Khánh
Phạm Văn Khánh (sinh 1961)  là sĩ quan cấp cao trong Quân đội nhân dân Việt Nam, hàm Thiếu tướng, nguyên Cục trưởng Cục Xe-Máy, Tổng cục Kỹ thuật, nguyên Phó Chủ nhiệm Tổng cục Kỹ thuật.

## Thân thế và sự nghiệp
Ông sinh ngày 29 tháng 3 năm 1961 tại Đồng Tân, Ứng Hòa, Hà Nội
Ông nhập ngũ tháng 7 năm 1979, vào Đảng ngày 1 tháng 7 năm 1985.
Ông từng kinh qua các chức vụ như: Trung đội trưởng, Đại đội trưởng, rồi Phó Tiểu đoàn trưởng Tiểu đoàn 51, Cục Kỹ thuật, Quân đoàn 2.
Năm 1992, ông được bổ nhiệm giữ chức Tiểu đoàn trưởng Tiểu đoàn sửa chữa 51, Cục Kỹ thuật, Quân đoàn 2.
Năm 2000, ông được bổ nhiệm giữ chức Trưởng phòng Kỹ thuật, Sư đoàn 325, Quân đoàn 2.
Năm 2004, ông được bổ nhiệm giữ chức Phó Cục trưởng Cục Kỹ thuật, Quân đoàn 2.
Năm 2005, ông được bổ nhiệm giữ chức Cục trưởng Cục Kỹ thuật, Quân đoàn 2.
Năm 2010, ông được bổ nhiệm giữ chức Phó Cục trưởng Cục Xe-Máy, Tổng cục Kỹ thuật, Ủy viên Thường vụ Đảng ủy Cục Xe-Máy.
Năm 2014, ông được bổ nhiệm giữ chức Cục trưởng Cục Xe-Máy, Tổng cục Kỹ thuật, Đảng ủy viên Tổng cục Kỹ thuật, Phó Bí thư Đảng ủy Cục Xe-Máy.
Năm 2017, ông được bổ nhiệm giữ chức Phó Chủ nhiệm Tổng cục Kỹ thuật, Ủy viên Thường vụ Tổng cục Kỹ thuật.
Năm 2021, ông nghỉ chờ hưu.
Thiếu tướng (2014)

## Lịch sử thụ phong quân hàm
Trung úy (1983), Thượng úy (1985), Đại úy (1988)
Thiếu tá (1992), Trung tá (1996), Thượng tá (2000), Đại tá (2004)
Thiếu tướng (2014)